# Хосе Кіньйонес Гонсалес
Хосе Кіньйонес Гонсалес (ісп. José Abelardo Quiñones Gonzáles; 22 квітня 1914, Пуерто-де-Піментель — 23 липня 1941, Кебрада Сека, Еквадор) — був перуанським військовим авіатором і посмертно став національним героєм за свої дії в битві за Заруміллу під час Перуансько-еквадорської війни 1941 року.

## Раннє життя
Кіньйонес народився в порту Піментель 22 квітня 1914 року. Його батьками були Хосе Марія Кіньйонес Арізола та Марія Хуана Роза Гонсалес Оррего. Він був третьою законною дитиною з трьох братів. Початкову освіту здобув у місцевій школі, якою керували черниці, а потім у Національному коледжі Сан-Хосе де Чіклайо. Ректор школи Карл Вайс сприяв розвитку планерного спорту, яким Кіньйонес разом з іншими однокласниками захопився, натхненний подвигами видатних діячів перуанської цивільної авіації, таких як Хорхе Чавес та Хуан Біловучич.
У 1928 році, за рішенням батьків, переїхав до Ліми і розпочав навчання в середній школі «Colegio Sagrados Corazones Recoleta» до другого класу у 1929 році. Решту років він закінчив у Національному коледжі Нуестра Сеньйора де Гваделупа, який відвідував з 1930 по 1932 рік . Незважаючи на запеклий опір батьків, він вирішив вступити до перуанських ВПС.

## Військова служба

### Участь у бойових діях
Здійснючи виліт на винищувачі типу «Торіто» для атак наземних сил Еквадору, після його пошкодження спрямував літак на позицію зенітної батареї.   Водночас еквадорські джерела заперечують наявність у тому районі зенітної артилерії.

## Визнання
На честь льотчика у 1973 році був перейменований крейсер «Альміранте Грау», колишній HMS Newfoundland, який отримав ім'я «Капітан Кіньйонес».
На честь Кіньонеса також названий аеропорт у місті Чиклайо. З 2014 повітряний простір Перу офіційно називається Cielo de Quiñones (ісп. «Небо Кіньйонеса») 
Увічнений на аверсі банкноти 10 перуанських нових солей 1991-2009 років випуску.